# 狼音
狼音（wolf tone）也稱為不協調音或粗勵音，是由樂器的自然共鳴引起，它是樂器設計一定會有的結果。所有樂器都具有共鳴箱，共鳴箱內的空氣有一個基本振動頻率，在這個頻率之上，樂器反應明顯，並能產生音量較大的聲音。共鳴頻率取決於樂器的體積：體積越大，共鳴頻率越低。就弓弦樂器中的提琴家族而言，當琴箱空氣振動基本頻率與樂器面板和背板的基本振動頻率非常接近，演奏某個音的時候，引發面板，背板和空氣腔的共振，產生一個額外的大音量聲音，這個聽起來令人不快的聲音就是狼音。尤其在弦樂器上，這些共鳴效果可能導致諧波范圍內的泛音消失，原因是面板和背板的不協調振動（異相振動）。
狼音聽起來像一組擊打聲合在一起，原因是多餘的諧波進行周期性的對抗。在運弓的時候，能量通過琴馬導入琴體，這時就會有兩個共振，一個與琴弦的振動有關，另一個與琴體的自然共鳴有關。如果這些振動相互為八度，聲音就會在兩個音之間上下跳動。共鳴器都有其自身的頻率，如果琴體的自然頻率與演奏的音高一致，那麼琴弦和共鳴體之間就會產生衝突，從而導致狼音。